# Rodrigo Cesar Martins
Rodrigo Cesar Martins, genannt Rodrigo Martins, (* 5. Oktober 1978 in São José do Rio Pardo) ist ein ehemaliger brasilianischer Fußballspieler.

## Karriere
Rodrigo Martins begann früh mit dem Fußballspielen, auf der Straße in seiner Heimat Brasilien. Zu seinen Jugendvereinen zählten unter anderem AA Ponte Preta und Vila Nova FC. Bevor Martins 2004 nach Deutschland kam, spielte er in Südkorea bei Chunnam Dragons FC.
Nach zwei Jahren beim Bonner SC wechselte er zum SV Lippstadt 08 in die Oberliga Westfalen. Dort zeigte er seine Stürmerqualitäten und schloss sich zur Rückrunde dem SC Pfullendorf an. Nach seinem Vertragsende beim SC Pfullendorf wurde Martins von Wacker Burghausen verpflichtet. Dort verschoss er im DFB-Pokal gegen den FC Bayern München im Elfmeterschießen nur knapp. Kurz darauf zog er sich im Mai 2008 einen Kreuzbandriss zu. Ab Januar 2010 stand er für ein halbes Jahr beim FC Bayern Alzenau in der Regionalliga Süd unter Vertrag. Im August 2010 zog es Martins ins Ausland nach Hapoel Haifa in die erste Liga nach Israel. Die Rückrunde spielte er beim SV Gossau in der 1. Liga, der dritthöchsten Spielklasse in der Schweiz. Nach einem Kurzaufenthalt in Brunei beim DPMM FC schloss er sich dem TuS Hiltrup an und zog sich nach wenigen Spielen den zweiten Kreuzbandriss zu. Seine Karriere ließ er nach erfolgreicher Genesung bei Westfalia Herne ausklingen.
Rodrigo Martins war bekannt für seine technischen Fähigkeiten, er war leichtfüßig und antrittsschnell. Er war ein Spezialist für gefährliche Standardsituationen und konnte dadurch oft Spiele entscheiden. Er ist der Vetter Von Marcio Amoroso, der einige Jahre bei Borussia Dortmund in der Bundesliga aktiv war.
Rodrigo Martins hat seine DFB-Trainer-B-Lizenz (UEFA-B-Level) in der Sportschule Kaiserau beim Fußball- und Leichtathletik-Verband Westfalen in Kamen im Jahr 2015 gemacht. 
Zudem ist er Absolvent der IST-Fernschule und hat das Zertifikat für Scouting und Spielanalysen im Jahr 2022 erworben.
Aktuell ist er als internationaler Trainer bei Borussia Dortmund tätig und betreut den süd- und nordamerikanischen Bereich der BVB Legenden.